# كويلوز لكرة السلة
كويلوز لكرة السلة هو فريق كرة سلة برتغالي. يلعب في الدوري البرتغالي لكرة السلة.

## وصلات خارجية
- الموقع الإلكتروني